# 磔刑を描く聖ルカ
『磔刑を描く聖ルカ』（たっけいをえがくせいルカ、西:  San Lucas pintando la crucifixión, 英: Saint Luke Painting the Crucifixion）は、スペインのバロック絵画の巨匠フランシスコ・デ・スルバランが1650年ごろ、キャンバス上に油彩で制作した絵画である。『聖ルカのいる磔刑』（せいルカのいるたっけい、西: Crucificado con San Lucas, 英: Crucifixion with Saint Luke）、または『磔刑のキリストと画家』（たっけいのキリストとがか、西: Cristo crucificado, con un pintor, 英: The Crucified Christ with a Painter）としても知られる。聖ルカと思しき人物像はスルバランの自画像であると考えられている。作品は19世紀のセバスティアン・ガブリエル (Sebastián Gabriel, 1811-1875年) 親王のコレクションに由来するが、それ以前の来歴は知られていない。1936年以来、マドリードのプラド美術館に所蔵されている。

## 作品
闇を背にして、光に照らされた磔刑のイエス・キリストが浮かび上がる。背景には、微かにゴルゴタの丘の稜線が見える。前景右側には男がおり、胸に手を当て、恭しくキリストの顔を見上げている。キリストの傍らには絵画の発注者が描かれる場合が多いが、本作の人物は左手にはパレットを持っており、彼が画家であることがわかる。光が神秘性を演出し、キリストと画家を結びつけている。
謎に満ちた本作をめぐって、これまで多くの議論が交わされてきた。第一に、作中の画家が誰であるかという大きな問題がある。多くの研究者が福音書記者の聖ルカである可能性を指摘してきた。聖ルカは聖母マリアを初めて描いたという伝承から、伝統的に画家の守護聖人とされてきた。セビーリャの画家で理論家であったフランシスコ・パチェーコは著書『絵画芸術、その古代性と偉大』の中で、聖ルカが本作のように4本釘を打ちつけられたキリストの磔刑像を制作したことに言及している。作中の画家が磔刑像を描き写している、あるいは木彫に彩色を施している聖ルカの姿であることは十分に考えられる。
一方、作中の画家がスルバランの自画像である可能性を示した研究者たちもいる。現在、スルバランの自画像は知られていないので、この説を証明することは難しい。しかし、画家が自画像として聖ルカの姿を描くことは一般的であり、スルバラン自身、画業の初期には磔刑彫像の彩色を手掛けており、自画像である可能性は否定できない。
画中の画家の人物特定に加え、十字架上のキリストもまた問題を提起する。すなわち、実像か虚像か判然としないのである。キリストは巨大なキャンバスに描かれたイメージであるのか、木彫であるのか、あるいは画家によって幻視された虚像であるのか。スルバランが曖昧さの余地を残そうとしたのなら、上述の問題に答えは見つからないであろう。しかし、こうした作品の曖昧さにより、鑑賞者の注意はキリストと画家の精神的な交感そのものに集中するのである。
本作はまた、制作年についても不明である。しかし、穏やかな筆致によるリアリズムの詳細は、画家の後期の作品であることをうかがわせる。もし1650年代の作品であるならば、キリストを見つめる聖ルカと思しき人物には、老境を迎え、己の画業と信仰を省みるスルバランの姿が投影されているのかもしれない。